# Perù ai Giochi della XXVIII Olimpiade
Il Perù partecipò ai Giochi della XXVIII Olimpiade, svoltisi ad Atene, Grecia, dal 13 al 29 agosto 2004, con una delegazione di 12 atleti impegnati in dieci discipline.

## Delegazione
| Sport             | Uomini | Donne | Totale |
| ----------------- | ------ | ----- | ------ |
| Atletica leggera  | 1      | 1     | 2      |
| Badminton         | -      | 1     | 1      |
| Canottaggio       | 1      | -     | 1      |
| Lotta             | 1      | -     | 1      |
| Nuoto             | 1      | 1     | 2      |
| Sollevamento pesi | -      | 1     | 1      |
| Tennis            | 1      | -     | 1      |
| Tennistavolo      | -      | 1     | 1      |
| Tiro              | 1      | -     | 1      |
| Vela              | 1      | -     | 1      |
| Totale            | 7      | 5     | 12     |

## Risultati

### Atletica leggera
| Q | Qualificato al turno successivo per la Classifica in qualificazione                                                          |
| q | Qualificato per il turno successivo per ripescaggio o, negli eventi su campo, conquistando la misura minima per qualificarsi |

Maschile
Eventi sul campo
| Atleta       | Evento        | Qualificazioni | Qualificazioni | Finale          | Finale          |
| Atleta       | Evento        | Risultato      | Classifica     | Risultato       | Classifica      |
| ------------ | ------------- | -------------- | -------------- | --------------- | --------------- |
| Alfredo Deza | Salto in alto | 2,10 m         | 35º            | non qualificato | non qualificato |

Femminile
Eventi su pista e strada
| Atleta       | Evento       | Batteria  | Batteria   | Finale          | Finale          |
| Atleta       | Evento       | Risultato | Classifica | Risultato       | Classifica      |
| ------------ | ------------ | --------- | ---------- | --------------- | --------------- |
| Inés Melchor | 5000 m piani | 17'08"07  | 21ª        | non qualificata | non qualificata |

### Badminton
Femminile
| Atleta        | Evento            | Sedicesimi di finale      | Ottavi di finale     | Quarti di finale     | Semifinale           | Finale / FB          | Finale / FB     |
| Atleta        | Evento            | Avversaria Risultato      | Avversaria Risultato | Avversaria Risultato | Avversaria Risultato | Avversaria Risultato | Pos.            |
| ------------- | ----------------- | ------------------------- | -------------------- | -------------------- | -------------------- | -------------------- | --------------- |
| Lorena Blanco | Singolo femminile | Wang C (HKG) P 1–11, 4–11 | non qualificata      | non qualificata      | non qualificata      | non qualificata      | non qualificata |

### Canottaggio
| FA   | Qualificato in finale A (per le medaglie)     |
| FB   | Qualificato in finale B (non per le medaglie) |
| FC   | Qualificato in finale C (non per le medaglie) |
| FD   | Qualificato in finale D (non per le medaglie) |
| FE   | Qualificato in finale E (non per le medaglie) |
| FF   | Qualificato in finale F (non per le medaglie) |
| SA/B | Semifinali A/B                                |
| SC/D | Semifinali C/D                                |
| SE/F | Semifinali E/F                                |
| QF   | Qualificato ai quarti di finale               |
| R    | Ripescaggio                                   |

Maschile
| Atleta          | Evento  | Batteria  | Batteria   | Ripescaggio | Ripescaggio | Semifinali | Semifinali | Finale    | Finale     |
| Atleta          | Evento  | Risultato | Classifica | Risultato   | Classifica  | Risultato  | Classifica | Risultato | Classifica |
| --------------- | ------- | --------- | ---------- | ----------- | ----------- | ---------- | ---------- | --------- | ---------- |
| Gustavo Salcedo | Singolo | 7'29"06   | 4º R       | 7'05"08     | 3º SD/E     | 7'09"06    | 1º FD      | 7'03"24   | 21º        |

### Lotta

#### Greco-romana
| Atleta        | Evento | Fase a gironi           | Fase a gironi           | Fase a gironi | Quarti di finale     | Semifinale           | Finale / FB          | Finale / FB |
| Atleta        | Evento | Avversario Risultato    | Avversario Risultato    | Pos.          | Avversario Risultato | Avversario Risultato | Avversario Risultato | Pos.        |
| ------------- | ------ | ----------------------- | ----------------------- | ------------- | -------------------- | -------------------- | -------------------- | ----------- |
| Sidney Guzmán | −60 kg | Sasamoto (JPN) P 0–4 ST | Štefanek (SCG) V 3–1 PP | 2º            | non qualificato      | non qualificato      | non qualificato      | 15º         |

### Nuoto
Maschile
| Atleta                | Evento         | Batteria  | Batteria   | Semifinale      | Semifinale      | Finale          | Finale          |
| Atleta                | Evento         | Risultato | Classifica | Risultato       | Classifica      | Risultato       | Classifica      |
| --------------------- | -------------- | --------- | ---------- | --------------- | --------------- | --------------- | --------------- |
| Juan Pablo Valdivieso | 100 m farfalla | 55"98     | 47º        | non qualificato | non qualificato | non qualificato | non qualificato |
| Juan Pablo Valdivieso | 200 m farfalla | 2'02"79   | 28º        | non qualificato | non qualificato | non qualificato | non qualificato |

Femminile
| Atleta        | Evento     | Batteria  | Batteria   | Semifinale      | Semifinale      | Finale          | Finale          |
| Atleta        | Evento     | Risultato | Classifica | Risultato       | Classifica      | Risultato       | Classifica      |
| ------------- | ---------- | --------- | ---------- | --------------- | --------------- | --------------- | --------------- |
| Valeria Silva | 100 m rana | 1'13"52   | 37ª        | non qualificata | non qualificata | non qualificata | non qualificata |

### Sollevamento pesi
Femminile
| Atleta        | Evento | Strappo   | Strappo    | Slancio   | Slancio    | Totale | Classifica |
| Atleta        | Evento | Risultato | Classifica | Risultato | Classifica | Totale | Classifica |
| ------------- | ------ | --------- | ---------- | --------- | ---------- | ------ | ---------- |
| Manuela Rejas | +75 kg | 95        | =10ª       | 125       | =10ª       | 220    | =10ª       |

### Tennis
Maschile
| Atleta     | Evento    | Trentaduesimi             | Sedicesimi           | Ottavi di finale     | Quarti di finale     | Semifinali           | Finale / FB          | Finale / FB     |
| Atleta     | Evento    | Avversario Punteggio      | Avversario Punteggio | Avversario Punteggio | Avversario Punteggio | Avversario Punteggio | Avversario Punteggio | Classifica      |
| ---------- | --------- | ------------------------- | -------------------- | -------------------- | -------------------- | -------------------- | -------------------- | --------------- |
| Luis Horna | Singolare | Grosjean (FRA) P 2–6, 5–7 | non qualificato      | non qualificato      | non qualificato      | non qualificato      | non qualificato      | non qualificato |

### Tennistavolo
Femminile
| Atleta            | Evento            | 1º turno             | 2º turno             | 3º turno             | 4º turno             | Quarti di finale     | Semifinali           | Finale / FB          | Finale / FB     |
| Atleta            | Evento            | Avversaria Risultato | Avversaria Risultato | Avversaria Risultato | Avversaria Risultato | Avversaria Risultato | Avversaria Risultato | Avversaria Risultato | Pos.            |
| ----------------- | ----------------- | -------------------- | -------------------- | -------------------- | -------------------- | -------------------- | -------------------- | -------------------- | --------------- |
| Marisol Espineira | Singolo femminile | Miao (AUS) P 2–4     | non qualificato      | non qualificato      | non qualificato      | non qualificato      | non qualificato      | non qualificato      | non qualificato |

### Tiro a segno/volo
Maschile
| Atleta         | Evento      | Qualificazioni | Qualificazioni | Finale          | Finale          |
| Atleta         | Evento      | Punteggio      | Classifica     | Punteggio       | Classifica      |
| -------------- | ----------- | -------------- | -------------- | --------------- | --------------- |
| Francisco Boza | Trap        | 119            | =9º            | non qualificato | non qualificato |
| Francisco Boza | Double trap | 121            | 24º            | non qualificato | non qualificato |

### Vela
Misto
| Atleta           | Evento | Regata | Regata | Regata | Regata | Regata | Regata | Regata | Regata | Regata | Regata | Regata | Punteggio netto | Classifica finale |
| Atleta           | Evento | 1      | 2      | 3      | 4      | 5      | 6      | 7      | 8      | 9      | 10     | M*     | Punteggio netto | Classifica finale |
| ---------------- | ------ | ------ | ------ | ------ | ------ | ------ | ------ | ------ | ------ | ------ | ------ | ------ | --------------- | ----------------- |
| Augusto Nicolini | Laser  | 38     | 35     | 16     | 39     | 31     | 28     | 38     | 33     | dq     | 33     | 38     | 329             | 38º               |